# Nya Åland
Nya Åland est un journal publié dans les îles d'Åland, et rédigé en langue suédoise. Il a été créé en 1981 et est publié 5 fois par semaine, du lundi au vendredi. C'est le deuxième journal le plus lu sur l'île d'Åland, le seul autre étant l'Ålandstidningen.

### Articles connexes

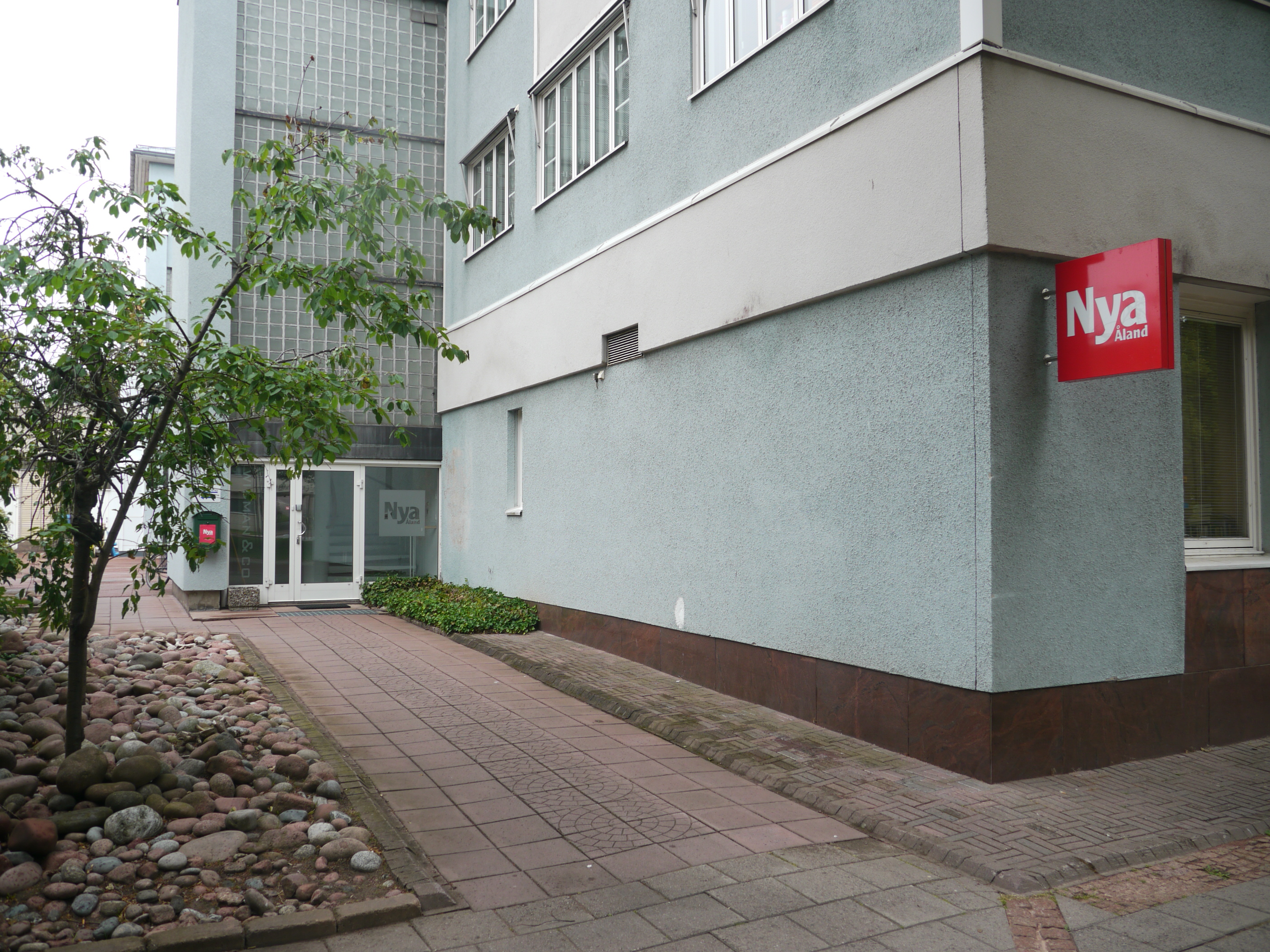